# She-Hulk: Attorney at Law
She-Hulk: Attorney at Law (prt: She-Hulk: A Advogada; bra: Mulher-Hulk: Defensora de Heróis) é uma série de televisão estadunidense de super-herói de 2022 criada por Jessica Gao para o Disney+, baseada na personagem Mulher-Hulk da Marvel Comics. É a oitava série de televisão do Universo Cinematográfico Marvel produzida pelo Marvel Studios, compartilhando continuidade com os filmes da franquia. A série acompanha Jennifer Walters, uma advogada especializada em casos envolvendo super-humanos, que também se torna a super-heroína verde Mulher-Hulk. Gao atua como roteirista principal com Kat Coiro liderando a equipe de direção.
Tatiana Maslany estrela como Jennifer Walters / Mulher-Hulk, junto com Jameela Jamil, Ginger Gonzaga, Mark Ruffalo, Josh Segarra, Mark Linn-Baker, Tess Malis Kincaid, Tim Roth, Benedict Wong, Renée Elise Goldsberry, Jon Bass, Rhys Coiro, Griffin Matthews, Patti Harrison, Steve Coulter, Charlie Cox, Brandon Stanley e Drew Matthews. She-Hulk foi anunciada em agosto de 2019, com Gao contratada em novembro. Kat Coiro se juntou para dirigir alguns episódios em setembro de 2020, e Maslany foi escalada. Em dezembro, Roth e Ruffalo se juntaram ao elenco e Anu Valia também foi escalada para dirigir. As filmagens começaram em meados de abril de 2021 em Los Angeles e Atlanta, Geórgia, e duraram até meados de agosto. O subtítulo da série foi adicionado em maio de 2022.
She-Hulk: Attorney at Law estreou em 18 de agosto de 2022 e consiste em nove episódios, concluída em 13 de outubro. É a última série da Fase Quatro do UCM. A série recebeu críticas mistas, com elogios particulares ao desempenho de Maslany, porém com muitas críticas negativas aos efeitos especiais, CGI e ao tom da série.
Contrariando as críticas ao CGI da produção, She-Hulk: Attorney at Law foi indicada ao VES Awards. Na edição de 2023 da premiação, a série disputa o troféu da categoria melhor animação de personagem, justamente por causa do trabalho feito com a heroína Mulher-Hulk.

## Premissa
Jennifer Walters tem uma vida complicada como uma advogada solteira de 30 anos que também se torna a super-heroína verde de 2,01m, a Mulher-Hulk.

## Elenco
- Tatiana Maslany como Jennifer Walters / Mulher-Hulk:
Uma advogada da empresa Goodman, Lieber, Kurtzberg & Holliway (GLK&H) que se especializou em casos envolvendo super-humanos e se torna uma grande versão de 2,01 metros, poderosa e em tons de verde de si mesma, semelhante a seu primo Bruce Banner, depois de ser acidentalmente contaminada com seu sangue.[5] Maslany chamou a personagem de "a antítese da maioria das narrativas de super-heróis", já que Jennifer não quer suas habilidades. Ela continuou, dizendo que Walters tem um "grande elemento de negação nela que é relacionável", e Maslany tentou rejeitar as mudanças na personagem o máximo que pôde para criar uma "tensão divertida" entre Jennifer e Mulher-Hulk. Maslany também foi inspirada pela música de Sophie, que ela descreveu como uma combinação de "sons orgânicos e elétricos do tipo industrial que pareciam conectados a Mulher-Hulk".[6] Ela também gostou da dualidade de uma "mulher ocupando dois corpos diferentes", especialmente porque a cultura moderna tem uma obsessão com o corpo de uma mulher e sentiu que os comentários sobre a série eram "muito prescientes" e "cheio de nuances interessantes".[7] A personagem Elaine Benes, de Seinfeld, serviu de "critério" para Maslany.[8] A roteirista principal Jessica Gao queria criar uma personagem que tivesse uma "vida completa" que então tivesse que lidar com a adição inesperada de super poderes à sua vida,[9] explorando sua resposta emocional e mental.[10] Uma mulher real de 2,01 metros foi usada no set como referência e dublê de corpo para a Mulher-Hulk.[11][12] A diretora Kat Coiro e Maslany puderam aprender como Arrayah "se movia pelo mundo" em seu auge, bem como as lutas que ela enfrentou.[12]
- Jameela Jamil como Mary MacPherran / Titânia:
Uma influenciadora de mídia social com uma força incrível que é obcecada pela Mulher-Hulk, tornando-se sua rival.[7][5][13] Gao queria modernizar a personagem e dar a ela "um pouco mais de complexidade", gravitando para se interessar pelas mídias sociais e manter sua marca.[14] Jamil descreveu a personagem como irritante e estranha, afirmando que ela "quase não precisa usar sua força; ela poderia apenas irritá-lo até a morte".[15] Ela acrescentou que a personagem é "toda narcisismo e ego" que acredita ser a mulher mais forte do mundo antes de ser humilhada publicamente pela Mulher-Hulk, o que faz Titania guardar rancor contra a Mulher-Hulk.[5] O sotaque que Jamil usa para Titania foi descrito como um "sotaque muito influenciador [de Los Angeles]", que ela sentiu adicionar um "flare de ridículo" à qualidade já "desenhada" da personagem.[16] Embora a história de fundo da personagem não seja apresentada em She-Hulk, Jamil usou os quadrinhos para se informar, principalmente pela insegurança de Titania.[17] Titania não é destaque nos primeiros episódios da série porque os roteiristas "queriam semeá-la lá" como uma forma de "preservar" como ela é "esse mosquito que estava sempre zumbindo ao redor da Mulher-Hulk" para derrubá-la e nunca tentar a destruição total.[18] Além disso, isso permitiu que o público "realmente conhecesse" os outros personagens antes que ela retornasse.[19] Jamil treinou jiu-jitsu, kickboxing e kung fu para o papel.[20]
- Ginger Gonzaga como Nikki Ramos:
Uma paralegal e a melhor amiga de Jennifer. Ela ajuda Jennifer a "relaxar e colorir fora das linhas", com Maslany notando que Nikki "a lembra que há uma vida fora de seu trabalho" e que a Mulher-Hulk pode ser "abraçada" e "parte de sua identidade também".[5] Gonzaga disse que Nikki tem uma "personalidade sardônica" e não aspira a ser advogada, pois gosta de quebrar as regras.[14] Depois que Gonzaga foi escalada, o papel foi reescrito para se parecer mais com Gonzaga e sua personalidade.[21] Em "Is This Not Real Magic?", é revelado que Nikki não é heterossexual, com Gonzaga acrescentando que sua personagem é bissexual.[22]
- Mark Ruffalo como Bruce Banner / Hulk Inteligente:
Um Vingador, cientista genial e primo de Jennifer que, devido à exposição à radiação gama, normalmente se transforma em um monstro quando enfurecido ou agitado, mas desde então conseguiu equilibrar seus dois lados com a experimentação gama, permitindo-lhe combinar sua inteligência com a força e a estatura física de Hulk.[23][4] Atualmente vivendo fora do radar no México, Bruce se encarrega de treinar Jennifer para se tornar uma super-heroína,[5] partindo de "uma ideia predisposta de que sua experiência será exatamente a mesma que a dele", finalmente percebendo que sua experiência é diferente "fisicamente, literalmente e mentalmente por causa de como eles operaram de maneira diferente no mundo como homens e mulheres". A diretora Kat Coiro gostou de ver Bruce "ficar completamente fora de seu jogo" ao ensinar Jennifer e perceber que ela também é capaz de ensiná-lo,[11] com Ruffalo acrescentando que Bruce está animado por ter outra pessoa sendo um Hulk com quem agora ele pode se relacionar.[5]
- Josh Segarra como Augustus "Pug" Pugliese:
Membro da equipe jurídica da GLK&H, que trabalha com Jennifer e Nikki. Segarra disse que Augustus se preocupa com seus colegas de trabalho, pois eles "o tornam parte de sua família" e apoia Jennifer quando ela é a Mulher-Hulk ou não.[5]
- Mark Linn-Baker como Morris Walters: Pai de Jennifer e tio de Bruce.[24]
- Tess Malis Kincaid como Elaine Walters: Mãe de Jennifer e a tia de Bruce.[24]
- Tim Roth como Emil Blonsky / Abominável:
Um ex-oficial russo do Comando dos Fuzileiros Navais Reais que combinou uma versão modificada do soro do super soldado e radiação gama para se transformar em um monstro humanóide semelhante ao Hulk após o tratamento experimental. Ele é um dos clientes de Jennifer,[5] que se torna o dono do retiro de bem-estar Summer Twilights após a reformulação.[25] A diretora Kat Coiro descreveu Blonsky como "um personagem muito complicado—ele não é necessariamente confiável e você tem a sensação de que ele é um vigarista". Como o personagem foi levado em "uma direção muito diferente" do primeiro retrato de Roth, ele não abordou o papel como uma represália ao personagem, mas sim encontrando uma nova versão para "brincar com isso".[5] Roth gostou de poder improvisar com o personagem e explorar sua veracidade e se ele estava realmente reformulado.[26]
- Benedict Wong como Wong:
O Mago Supremo que se encontrou com Blonsky anteriormente.[4][27] Gao gostou de ter Wong "divertido e fazendo parte de uma coisa boba onde o universo não está em jogo", na série, em comparação com suas performances anteriores, onde ele era mais dramático.[28]
- Renée Elise Goldsberry como Mallory Book:
Uma advogada da GLK&H que é ameaçada por Jennifer se tornar a nova chefe da divisão de direito sobre-humano. Goldsberry disse que Mallory tem muita pressão sobre ela para alcançar a perfeição, e depois de inicialmente ver Jennifer como uma ameaça, Mallory encontra "algum valor" em um relacionamento com ela depois de ver sua humanidade.[5]
- Jon Bass como Todd Phelps / HulkKing:
Um pretendente em potencial para Jennifer que recentemente decidiu tentar namoro online. Bass descreveu Todd como um "Playboy filantropo bilionário babaca" que está tentando imitar Tony Stark "mas acaba soando como Jon Bass", acrescentando que Todd "está acostumado a conseguir o que quer, mas ele é um idiota total que começa a aparecer em todos os lugares". A co-produtora executiva Wendy Jacobson disse que o personagem era um comentário social sobre a misoginia, a cultura do cancelamento e as "visões injustas das mulheres".[5]
- Rhys Coiro como Donny Blaze: Um mágico e ex-aluno das Artes Místicas que trabalha no Castelo Místico. Coiro disse que Criss Angel e David Blaine foram "os protótipos" usados como inspiração o personagem.[29]
- Griffin Matthews como Luke Jacobson: Um designer de moda especializado em trajes de super-heróis, que monta um novo guarda-roupa para Jennifer quando ela muda para sua forma de Mulher-Hulk.[30]
- Patti Harrison como Lulu: Uma velha amiga de Jennifer do ensino médio que a convida para ser dama de honra em seu casamento.[31]
- Steve Coulter como Holden Holliway: Sócio da GLK&H e chefe de Jennifer.[32]
- Charlie Cox como Matt Murdock / Demolidor:
Um advogado cego de Hell's Kitchen, Nova York, que leva uma vida dupla como vigilante mascarado.[33] Maslany chamou Jenniffer e Murdock de melhores amigos,[34] enquanto Coiro disse que os dois "combinam a inteligência um do outro".[34] Gao afirmou que eles têm uma semelhança por ambos serem advogados que também são super-heróis.[34] Os roteiristas inicialmente acreditavam que não seriam capazes de apresentar o personagem na série, e acabaram sendo informados de que o estúdio poderia usar o personagem, com Cox retornando ao papel, da série Daredevil.[35] Apresentar Murdock permitiu que os roteiristas fizessem o personagem "jogar no tom" da série e explorar um "lado mais leve", diferente de suas intepretações mais sombrias anteriormente,[36] enquanto ainda é fiel ao personagem como ele aparece nos quadrinhos.[35]
- Brandon Stanley como Eugene Patilio / Homem-Sapo: O filho de um cliente rico da GLK&H que tenta se tornar um combatente do crime em uma fantasia de sapo.[37]
- Drew Matthews como Dennis "Buck" Bukowski: Um advogado com o escritório do promotor distrital do condado de Los Angeles e ex-colega de trabalho de Jennifer.[38]

Além disso, Nicholas Cirillo interpreta Ched, primo de Jennifer, Megan Thee Stallion aparece como ela mesma, Peg O'Keef interpreta Runa, uma elfa da luz de Nova Asgard que enganou Bukowski ao se passar por Megan Thee Stallion, Patty Guggenheim aparece como Madisynn King, uma vítima bêbada da magia de Blaze que se torna amiga de Wong, Leon Lamar interpreta Cornelius P. Willows, ajudante de Blaze, David Otunga aparece como Derek, um cara que vai em um encontro com Jennifer, Trevor Salter como Josh, um membro da Intelligencia que dorme com Jennifer para roubar uma amostra de seu sangue para Todd. Além disso, no final da temporada, é apresentado K.E.V.I.N. (Knowledge Enhanced Visual Interconnectivity Nexus), uma inteligência artificial responsável pelas decisões das histórias do Universo Cinematográfico Marvel; o personagem é criado em referência ao presidente da Marvel Studios, Kevin Feige.
Personagens de quadrinhos introduzidos na série incluem a Gangue da Demolição, um grupo composto por quatro criminosos empunhando ferramentas de construção aprimoradas como armas, também aparece, com seus membros consistindo em Nick Gomez como Wrecker e Justin Eaton como Thunderball; David Pasquesi como Craig Hollis / Sr. Imortal, um super-humano incapaz de morrer que vai a GLK&H para ajudá-lo a resolver os divórcios de seus vários cônjuges; Nate Hurd como Homem-Touro, um híbrido humano-touro de um experimento científico que deu errado; Joseph Castillo-Midyett como El Águila, um fanfarrão autoproclamado que é capaz de gerar explosões elétricas através de objetos; Terrence Clowe como o vampiro Sarraceno; Jordan Aaron Ford como Porco-Espinho, um indivíduo que usa uma fantasia que lembra um porco-espinho; e Wil Deusner como Skaar, filho de Bruce, de Sakaar, que também herdou seus poderes de Hulk, em uma aparição sem fala no final da temporada.

## Episódios
| N.º | Título                                                                                                 | Dirigido por | Escrito por                             | Lançamento             |
| --- | --- | ------------ | --------------------------------------- | ---------------------- |
| 1 | "A Normal Amount of Rage" "Uma Quantidade Normal de Raiva (BR)"                                        | Kat Coiro    | Jessica gao                             | 18 de agosto de 2022   |
| Antes de um processo judicial, a advogada Jennifer Walters conta aos espectadores sobre um incidente alguns meses antes, onde ela e seu primo Bruce Banner sofreram um acidente de carro. Ao tentar colocar Brucer em segurança, Jennifer foi contaminada com seu sangue, fazendo com que ela se transformasse em um Hulk. Bruce levou Jennifer para um laboratório secreto no México, onde ele a treinou para controlar seus novos poderes. Ela foi capaz de lidar sem esforço com seu regime de treinamento, mas rejeitou a ideia de se tornar uma super-heroína em tempo integral. Bruce tentou impedi-la de ir embora, e os dois lutaram até que Bruce relutantemente aceitou o desejo de Jennifer de retornar à sua carreira jurídica. De volta ao tribunal, Jennifer é interrompida pela influenciadora superpoderosa Titania, que atravessa violentamente uma parede. Jennifer se transforma, a derrota e volta ao normal para fazer seu argumento final. Em uma cena no meio dos créditos, Bruce revela para Jennifer que Steve Rogers perdeu sua virgindade em 1943 e não morreu virgem. | |              |                                         |                        |
| 2 | "Superhuman Law" "Direito Super-Humano (BR)"                                                           | Kat Coiro    | Jessica gao                             | 25 de agosto de 2022   |
| Jennifer ganha notoriedade pública depois de derrotar Titânia e é nomeada como "Mulher-Hulk". No entanto, o caso é declarado nulo depois que a defesa argumentou com sucesso que sua briga com Titania influenciou o júri, e ela é demitida do escritório do promotor público. Incapaz de encontrar outro trabalho, Jennifer recebe uma oferta do sócio da Goodman, Lieber, Kurtzberg & Holliway (GLK&H) e aceita impulsivamente. Em seu primeiro dia, o sócio da GLK&H, Holden Holliway, informa a ela que ele quer que ela lidere a nova divisão de direito super-humano da empresa e trabalhe como Mulher-Hulk em tempo integral. Seu primeiro caso é representar Emil Blonsky / Abominável em sua audiência de condicional. Embora inicialmente relutante devido à tentativa anterior de Blonsky de matar Bruce, No entanto, ela logo descobre que Blonsky aparentemente escapou da prisão e participou de um clube de luta clandestino. Em uma cena no meio dos créditos, os Walters usam as habilidades consideráveis da Mulher-Hulk para realizar algumas tarefas domésticas. | |              |                                         |                        |
| 3 | "The People vs. Emil Blonsky" "O Povo contra Emil Blonsky (BR)"                                        | Kat Coiro    | Francesca Gailes & Jacqueline J. Gailes | 1 de setembro de 2022  |
| Jennifer confronta Blonsky, que explica que ele foi tirado de sua cela pelo Mago Supremo Wong, e que ele voltou para a prisão voluntariamente depois. Enquanto Jennifer tenta entrar em contato com Wong, a notícia de sua nomeação como advogada de Blonsky gera controvérsia pública. O ex-colega de Jennifer, Dennis Bukowski, procura a Divisão de Direito Super-Humano para um caso envolvendo sua ex-namorada Runa, uma elfa da luz metamorfa de Nova Asgard, que o enganou ao se passar por Megan Thee Stallion; o caso é atribuído a Augustus "Pug" Pugliese, colega de trabalho de Jennifer. Wong se encontra com Jennifer e concorda em testemunhar na audiência de liberdade condicional de Blonsky. Durante a audiência, Wong e várias outras testemunhas fazem suas declarações, enquanto Blonsky demonstra sua capacidade de permanecer no controle como Abominável. Jennifer ajuda Pug a ganhar seu caso, e Blonsky é libertado em liberdade condicional, mas proibido de se transformar novamente. Como Mulher-Hulk, Jennifer dá uma entrevista na televisão para contar sua história. Mais tarde, ao ir para casa, Jennifer é atacada por quatro homens armados com equipamentos de construção asgardianos, que tentam roubar uma amostra de seu sangue, mas ela os derrota. Em uma cena no meio dos créditos, a verdadeira Megan Thee Stallion se torna cliente de Jennifer, e as duas comemoram. | |              |                                         |                        |
| 4 | "Is This Not Real Magic?" "Não é Magia de Verdade? (BR)"                                               | Kat Coiro    | Melissa Hunter                          | 8 de setembro de 2022  |
| Donny Blaze, um mágico que foi expulso de Kamar-Taj por uso antiético de seus poderes, envia uma mulher da platéia chamada Madisynn para outra dimensão, onde ela faz um acordo com um demônio antes de ser transportada para a casa de Wong em Kamar-Taj. Wong procura Jennifer e pede sua ajuda para fazer de Blaze um exemplo para que pessoas como ele não possam abusar das Artes Místicas, então eles iniciam um processo legal contra ele. Enquanto isso, Jennifer cria um perfil em um aplicativo de namoro na esperança de expandir sua vida social, mas tem pouco sucesso até que ela o transforma em um perfil da Mulher-Hulk. Blaze acidentalmente libera um enxame de demônios em um de seus shows, mas Wong e Jennifer são capazes de lidar com as criaturas, e Jennifer ameaça Blaze para cumprir sua ordem de parar com magia. No dia seguinte, Jennifer descobre que Titânia foi libertada e está entrando com uma ação contra ela, tendo registrado o nome "Mulher-Hulk". Em uma cena no meio dos créditos, Wong e Madisynn assistem This Is Us e comem pipoca, enquanto ela fala uma variedade de bebidas alcoólicas e coquetéis, perguntando se ele já experimentou ou não. | |              |                                         |                        |
| 5 | "Mean, Green, and Straight Poured into These Jeans" "Malvadinha, Verdinha e de Calça Apertadinha (BR)" | Anu Valia    | Dana Schwartz                           | 15 de setembro de 2022 |
| Titania registrou o nome "Mulher-Hulk" para uma nova linha de produtos de beleza, o que irrita Jennifer. Holliway avisa Jennifer que ela precisa lidar com a situação rapidamente e designa Mallory Book como sua advogada para o caso. Nikki e Pug bolam um plano para adquirir uma roupa de super-herói para Jennifer de Luke Jacobson, um alfaiate altamente exclusivo que presta serviços clandestinos para heróis, enquanto Mallory e Jennifer decidem contra-processar Titania alegando que ela está tentando explorar ilegalmente a fama da Mulher-Hulk por lucro. Jennifer fica irritada ao descobrir que Todd, um de seus encontros malsucedidos, também é cliente de sua empresa, mas isso a ajuda a perceber que ela pode usar seu histórico do aplicativo de namoro para estabelecer um registro passado de sua identificação como Mulher-Hulk antes de Titania tentar registrar o nome. Com os testemunhos de seus encontros anteriores, Jennifer ganha o caso, e ela estabelece uma tentativa de amizade com Mallory. Mais tarde, ela adquire suas novas roupas personalizadas de Jacobson. | |              |                                         |                        |
| 6 | "Just Jen" "Apenas Jen (BR)"                                                                           | Anu Valia    | Kara Brown                              | 22 de setembro de 2022 |
| Jennifer é convidada para ser dama de honra no casamento de sua velha amiga Lulu. Quando ela chega, no entanto, ela fica desapontada ao descobrir que Lulu quer que ela fique na forma de Jen em vez de Mulher-Hulk e é encarregada com vários deveres de pré-casamento. As coisas pioram quando Titania se mostra presente ja que está saindo com um dos padrinhos de Lulu. Jennifer desenvolve um laço com Josh, um amigo do noivo, mas Titania a ataca, querendo que ela vá embora. Após uma breve luta, Titania é derrotada e sai furiosa. Enquanto isso, Mallory e Nikki trabalham em um caso de divórcio para um super-humano chamado "Sr. Imortal", que repetidamente fingiu sua morte para fugir de vários casamentos. Para agravar o problema, oito de seus cônjuges anteriores movem ações contra ele ao descobrir seu segredo por meio de um vídeo on-line mostrando seus poderes vazados por um site chamado Intelligencia. Depois de resolver o caso, Mallory e Nikki descobrem várias ameaças de morte dirigidas a Mulher-Hulk no quadro de mensagens da Intelligencia, que é mantido por um indivíduo conhecido como "HulkKing". Em outro lugar, cientistas que trabalham para "HulkKing" espionam Jennifer e planejam outra tentativa de roubar uma amostra de sangue dela. | |              |                                         |                        |
| 7 | "The Retreat" "O Retiro (BR)"                                                                          | Anu Valia    | Zeb Wells                               | 29 de setembro de 2022 |
| Jennifer vai a vários encontros com Josh, mas ele desaparece e aparentemente a ignora depois que eles dormem juntos. Enquanto espera uma mensagem dele, ela recebe uma ligação do oficial de condicional de Blonsky, que a informa que o inibidor que impede Blonsky de se transformar no Abominável está quebrado e que ela precisa ir ao seu retiro de meditação para checá-lo. Quando ela chega ao retiro, Homem-Touro e El Águila acidentalmente destroem seu carro, forçando-a a ficar lá até que possa ser rebocado. O retiro não tem sinal de internet e celular, embora Jennifer continue esperando nervosamente uma resposta de Josh. Ela participa de uma sessão de terapia em grupo com Blonsky, Homem-Touro, El Águila, Porco-Espinho, Sarraceno e Wrecker, da Gangue da Demolição, e é convencida a excluir as informações de contato de Josh e deixar de lado seus sentimentos em relação a ele. Quando Jennifer vai embora do retiro, um flashback mostra que depois que ela e Josh dormiram juntos, ele secretamente roubou uma amostra de seu sangue em nome de "HulkKing". | |              |                                         |                        |
| 8 | "Ribbit and Rip It" "Coaxando e Saltando (BR)"                                                         | Kat Coiro    | Cody Ziglar                             | 6 de outubro de 2022   |
| Jennifer assume um novo caso, representando Eugene Patilio / Homem-Sapo, que deseja processar Luke Jacobson por ter fornecido a ele um supertraje defeituoso. Luke é representado por Matt Murdock no tribunal e consegue ganhar o caso devido a Eugene revelar inadvertidamente que desobedeceu às instruções de Luke para usar o traje. Depois, Eugene entra em contato com Jennifer pedindo ajuda contra um assaltante desconhecido. Jennifer chega e luta contra o agressor, que ela descobre ser Murdock com sua identidade de super-herói Demolidor. Murdock revela a Jennifer que Eugene sequestrou Luke, e os dois trabalham juntos para resgatar o designer de moda. Jennifer depois dorme com Murdock em sua casa. No dia seguinte, Jennifer participa da premiação de gala do Southern California Law Awards, onde recebe o prêmio de Advogada do Ano, mas a premiação é interrompida por uma transmissão da Intelligencia, que mancha a reputação de Jennifer exibindo imagens dela na cama com Josh. Jennifer fica furiosa e destrói o palco da premiação, então tenta capturar um membro da Intelligencia nas proximidades, mas ela é interrompida por agentes do Departamento de Controle de Danos (DCD). | |              |                                         |                        |
| 9 | "Whose Show Is This?" "De Quem É Essa Série (BR)"                                                      | Kat Coiro    | Jessica Gao                             | 13 de outubro de 2022  |
| Jennifer é libertada da custódia do DCD, mas é forçada a usar um inibidor para evitar que ela se transforme e perde o emprego na GLK&H. Ela decide ir ao retiro de Blonsky para buscar conselhos, depois de não conseguir reunir informações sobre Intelligencia e o HulkKing. Nikki recebe com sucesso um convite do HulkKing para participar de uma reunião privada e pede a Pug para se infiltrar no evento. Pug participa da reunião, que também acontece no retiro de Blonsky, e descobre que Todd é o HulkKing. Jennifer chega ao retiro e se depara com a reunião. Blonsky também está presente em sua forma de Abominável, atuando como palestrante motivacional, embora alheio aos verdadeiros objetivos da Intelligencia. Jennifer confronta Todd, que se injeta com uma substância contendo o sangue dela, transformando-se em um Hulk. Uma luta começa, quando Titânia e Bruce também aparecem inesperadamente. Confusa com o que está acontecendo na cena, Jennifer quebra a quarta parede e confronta os roteiristas da série. Ela então conhece K.E.V.I.N., uma inteligência artificial que afirma ser responsável por todas as decisões do enredo do Universo Cinematográfico Marvel. Jennifer convence K.E.V.I.N. a reescrever o clímax do episódio, com o qual ele relutantemente concorda. Ao retornar a série, Jennifer descobre que Todd e Blonsky estão presos. Jennifer volta para casa para comemorar com sua família e com Murdock, com Bruce retornando de Sakaar com seu filho, Skaar. Algum tempo depois, tendo recuperado seu emprego, Jennifer atende seu processo judicial contra Todd e promete continuar seu trabalho como advogada e super-heroína. Em uma cena no meio dos créditos, Wong tira Blonsky da prisão e o leva para Kamar-Taj. | |              |                                         |                        |

## Produção

### Desenvolvimento
Em julho de 1989, a personagem Jennifer Walters / Mulher-Hulk era esperada para aparecer no telefilme The Death of the Incredible Hulk (1990). A personagem acabou não aparecendo, e uma proposta de série de televisão com heroína na ABC foi cancelada um ano depois. Em 1991, um filme baseado na personagem começou a ser desenvolvido pela New World Pictures com Larry Cohen servindo como diretor, e Brigitte Nielsen escolhida para interpretar a Mulher-Hulk. Nielsen participou de uma sessão de fotos promocional, mas o filme acabou não se materializando.
Em agosto de 2019, o Marvel Studios anunciou na D23 que She-Hulk estava sendo desenvolvida para o Disney+ e seria ambientada no Universo Cinematográfico Marvel (MCU). Logo depois, Jessica Gao foi escolhida para apresentar uma proposta para a série. Gao já havia se reunido com a Marvel Studios para apresentar propostas para Captain Marvel (2019), Black Widow (2021) e Shang-Chi and the Legend of the Ten Rings (2021), mas não deu certo, e expressou seu desejo de ser escolhida para um possível projeto da Mulher-Hulk toda vez. Ela foi uma das primeiras criativas a incluir a personagem em suas propostas para o estúdio, fazendo isso em sua proposta para Black Widow, que o executivo da Marvel Studios, Brad Winderbaum, sentiu que era mais um filme da Mulher-Hulk com a Viúva Negra. Gao acreditava que suas propostas anteriores permitiram que ela construísse seu relacionamento com a Marvel Studios, então quando ela apresentou a proposta para She-Hulk, Feige e os outros executivos sabiam o tipo de roteirista que ela era, seu humor e "as peculiaridades e nuances" que ela coloca em seus scripts. Sua proposta para She-Hulk incluiu Bruce Banner e Emil Blonsky / Abominável, apesar de não ter certeza se eles poderiam aparecer; também apresentou mais do julgamento de Blonsky do que o que é mostrado na série. Gao foi contratada como roteirista principal em novembro de 2019.
Em setembro de 2020, Kat Coiro foi contratada para dirigir o primeiro e o último episódios, mais quatro outros, e para ser a produtora executiva da série, enquanto Anu Valia também havia ingressado como diretora em dezembro de 2020. Valia disse que estava dirigindo alguns episódios da série e descreveu Coiro como a "líder visionária" da série. Coiro acabou dirigindo seis episódios, com Valia dirigindo três. Em maio de 2022, a Marvel revelou que a série seria intitulada She-Hulk: Attorney at Law. Bruce tem uma fala na série, "She-Hulk attorney at law, it's got a nice ring to it". Enquanto trabalhava na edição dos episódios, o presidente da Marvel Studios, Kevin Feige, ouviu essa frase e sentiu que seria um "ótimo título para um show" e que eles deveriam alterar o nome da série.
A série é composta por nove episódios de 30 minutos, depois de ser anunciada originalmente com dez episódios; O presidente do Marvel Studios, Kevin Feige, havia dito anteriormente que esses dez episódios equivaleriam a aproximadamente seis horas de conteúdo. Kevin Feige, Louis D'Esposito, Victoria Alonso e Brad Winderbaum atuam como produtores executivos junto com Coiro e Gao.
Em fevereiro de 2021, Kevin Feige afirmou que algumas de suas séries, como She-Hulk e Moon Knight, estavam sendo desenvolvidas com o potencial de ter temporadas adicionais, em contraste com séries como WandaVision (2021), que foi desenvolvida como uma série limitada que leva para um longa-metragem. Coiro disse isso em agosto de 2022, afirmando que a série poderia ter uma segunda temporada, ou a personagem poderia aparecer em filmes. Gao tinha uma ideia e premissa para o que uma segunda temporada poderia mostrar, mas se concentrou em contar uma história completa na primeira temporada. Ela esperava que algumas dessas ideias e material cortado da primeira temporada pudessem aparecer em projetos futuros.

### Roteiro
Francesca Gailes, Jacqueline J. Gailes, Melissa Hunter, Dana Schwartz, Kara Brown, Cody Ziglar, e Zeb Wells são os roteiristas da série, muitos dos quais vêm de trabalhos de sitcom. Francesca Gailes também atua como editora de histórias. Wells e Ziglar contribuíram com seus conhecimentos de quadrinhos para a série, com Wells sugerindo os vilões menos conhecidos que aparecem em seu episódio, "The Retreat". No início de maio de 2020, o trabalho nos roteiros da série havia terminado. Kevin Feige descreveu a série como uma "comédia legal de meia hora" que seria fiel à She-Hulk de John Byrne na Marvel Comics, com a estrela Tatiana Maslany chamando de "essa versão realmente absurda de um show legal". Gao acrescentou que She-Hulk: Attorney at Law estava "seguindo uma linha tênue" de ser uma comédia enquanto ainda existia no UCM, comparando-a à série Ally McBeal, embora essa série não tenha sido uma grande influência para os roteiristas, já que muitos não estavam na idade certa para assistir essa série quando foi ao ar originalmente. Gao disse que era um tom de equilíbrio "complicado" da série entre os elementos cômicos e meta, com a ação e o drama esperados dentro do UCM. Outras influências foram Legally Blonde (2001), a série Seinfeld e The People v. O. J. Simpson: American Crime Story. A série adapta um formato processual de "caso da semana" enquanto ainda apresenta alguns elementos serializados que contribuem para o arco da temporada; Gao implementou esse formato porque queria que o público aproveitasse cada episódio como uma história completa.
As várias séries de quadrinhos com a personagem de Stan Lee, Byrne, Dan Slott e Charles Soule, são referenciadas em Attorney at Law, com Gao "escolhendo a dedo" vários elementos de cada um e "fundindo tudo junto de modo que realmente parecia simultaneamente uma culminação, mas também completamente sua própria coisa". Alguns exemplos da run de Slott incluem o escritório de advocacia de Walter Goodman, Lieber, Kurtzburg e Holliway, e o uso de quadrinhos preexistentes como material de pesquisa jurídica.
A série incorpora a autoconsciência de Jennifer e a natureza meta dos quadrinhos, com Jennifer ganhando a consciência e a capacidade de quebrar a quarta parede na série após ela se tornar um Hulk. Coiro disse que houve "algumas grandes surpresas" em relação à quebra da quarta parede, com Valia acrescentando que foi "muito divertido, muito legal", e Maslany dizendo que era um bom mecanismo para "trazer o público" para a história. Gao, Coiro e os roteiristas discutiram o quanto da meta natureza deveria ser apresentada, discutindo opções como ela falaria com a câmera, diretamente com o público, ou outra pessoa "mais nos bastidores", e se houvesse outro meta elemento. Inicialmente Jennifer estava constantemente quebrando a quarta parede, o que a Marvel Studios achava que era demais, resultando em que os roteiristas fossem solicitados a fazer uma versão com notas dos editores, uma ferramenta usada nos quadrinhos para esclarecer elementos da história, aparecendo para Jennifer interagir. As notas do editor foram descartadas por ela apenas quebrar a quarta parede, mas não na medida em que foi originalmente concebida. A proposta inicial de Gao para a série incluiu Fleabag e Better Call Saul como referências de como mostrar Jennifer quebrando a quarta parede, com Maslany acreditando que os roteiros de Attorney at Law se basearam na "irreverência e senso de humor" de Fleabag.
A série tem uma “ideia extraordinária e de alto conceito” que se baseia na vida de Jennifer Walters, com Gao interessada em explorar “aquela pequena fatia da vida” fora da enorme escala e ação normais do UCM. Incluir a família de Jennifer ajudou a manter a série "íntima e centrada" em sua vida, com Gao interessada em explorar a dinâmica familiar quando um Hulk existe naquela família e depois um segundo é adicionado a ela. Com a série também explorando o namoro de uma mulher moderna, Maslany gostou de como a vida amorosa de Jennifer "era tanto estresse quanto potencialmente se tornar um dos Vingadores". Tendo uma maioria de mulheres na equipe de roteiristas permitiu que elas adotassem seus diferentes pontos de vista para criar uma "perspectiva feminina completa" na série e discutir como era ser uma mulher e o que isso significava se elas se tornassem uma super-heroína pública. Gao explicou que "muitas semelhanças e muitos temas emergem" que os roteiristas conseguiram colocar na série. Gao criou um arco de temporada para Jennifer sobre aceitar sua nova vida como Mulher-Hulk.
She-Hulk: Attorney at Law é ambientada em “um período de tempo relativamente curto” após Shang-Chi and the Legend of the Ten Rings no UCM. Gao evitou discutir o Blip, já que outros filmes e séries "já cobriram esse território" e os eventos foram aceitos e as pessoas do UCM estão seguindo em frente. A maioria dos episódios apresenta cenas no meio dos créditos. Elas foram derivadas do amor de Gao por cenas de créditos finais, não apenas dentro do UCM, uma vez que recompensam a paciência do público e são "como um mimo extra especial". Além disso, permitiu que os roteiristas incluíssem mais piadas nos episódios. Uma proposta original para essas cenas era tê-las como um "enredo com bandidos".

### Elenco
Mark Ruffalo, que interpretou Bruce Banner / Hulk nos filmes do UCM, disse em novembro de 2019 que planejava se encontrar com Feige para fazer uma aparição na série. Em março de 2020, Ruffalo confirmou que estava em negociações para reprisar seu papel na série. Em 17 de setembro de 2020, o Deadline revelou que a atriz Tatiana Maslany foi escalada no papel principal, mas Maslany negou ter sido escalada e disse que a reportagem era "um comunicado à imprensa que saiu do controle" e "não é realmente uma coisa". O The Hollywood Reporter reafirmou a escalação de Maslany em novembro de 2020, e Feige confirmou oficialmente no mês seguinte, junto com o envolvimento de Ruffalo e a escalação de Tim Roth. Foi revelado que Ruffalo teria um "papel menor" na série. Roth reprisa seu papel como Emil Blonsky / Abominável, de The Incredible Hulk (2008). Maslany estava inicialmente hesitante em participar de projetos de grande escala ou franquia, devido ao seu desejo de atuar em projetos "focados no personagem" e tendiam a "garantir" a colaboração. Decidindo fazer o teste para o papel, Maslany gostou do roteiro de Gao e ficou empolgada com o desafio que o papel poderia trazer para ela e acreditou que traria "uma pequena mudança" em sua vida. Mais tarde, ela afirmou que "mentiu" sobre negar sua escalação, pois não tinha certeza do que tinha permissão para dizer.
Em janeiro de 2021, a atriz Ginger Gonzaga foi escalada como Nikki Ramos, a melhor amiga de Walters, e Renée Elise Goldsberry foi escalada como Mallory Book em abril. Jameela Jamil como Titânia, com Josh Segarra se juntando no mês seguinte como Augustus "Pug" Pugliese. Em maio de 2022, foi revelado que Benedict Wong reprisaria seu papel como Wong, enquanto Jon Bass foi revelado fazer parte do elenco como Todd.
Anais Almonte juntou-se ao elenco em junho de 2021, enquanto Nicholas Cirillo, David Otunga, e Griffin Matthews foram revelados para fazer parte do elenco em maio de 2022. Em julho, Drew Matthews foi revelado para interpretar Dennis "Buck" Bukowski. No mês seguinte, Mark Linn-Baker foi revelado como Morris Walters, Patty Guggenheim foi revelada como Madisynn, e Rhys Coiro, marido de Kat Coiro, foi revelado como Donny Blaze. Em agosto, Megan Thee Stallion foi revelada para ter uma aparição na série como ela mesma. Sua inclusão na série foi sugerida por Jamil, depois que as duas trabalharam juntas na série de televisão Legendary.
Feige também disse que haveriam aparições de outros personagens do UCM, dado o trabalho de Jennifer como advogada de super-heróis, com Maslany confirmando que haveria "alguns personagens muito divertidos" na série que Jennifer estava defendendo ou enfrentando no tribunal. Personagens dos quadrinhos que ainda não apareceram no UCM farão sua estreia. Charlie Cox foi revelado para aparecer na série em seu papel de Matt Murdock / Demolidor em julho de 2022, que Coiro chamou de a "maior surpresa" da série. No mês seguinte, Brandon Stanley foi revelado como Eugene Patilio / Sapo. Nick Gomez e Justin Eaton aparecem como Wrecker e Thunderball, respectivamente, membros da Gangue da Demolição, Patti Harrison aparece como Lulu, David Pasquesi aparece como Craig Hollis / Sr. Imortal, Nate Hurd aparece como William Taurens / Homem-Touro, Joseph Castillo-Midyett aparece como Alejandro Montoya / El Águila, Jordan Aaron Ford aparece como Alexander Gentry / Porco-Espinho, e Terrence Clowe aparece como o vampiro Sarraceno.

### Design
Ann Foley atua como figurinista, depois de trabalhar anteriormente na série da Marvel Television, Agents of S.H.I.E.L.D. Gonzaga contribuiu para o guarda-roupa de Nikki, já que ela gosta e conhece moda. Ela disse que o guarda-roupa de Nikki "não pode ser muito louco", já que ela trabalha em um escritório, mas conseguiu torná-lo "legal e ousado". Gonzaga se sentiu mais confortável interpretando Nikki quando ela estava vestindo "algo um pouco desafiador ou algo que ela não deveria usar no trabalho ou algo que é um pouco fashion demais". Além disso, Gonzaga vendeu algumas de suas roupas pessoais para a série para usar como Nikki. Falando sobre o visual de Titania na série, Jamil disse que os criativos queriam "ir para onze [com] seu estilo e tudo sobre ela", observando que seu "cabelo é tão grande e suas roupas são tão extras". Era importante para Jamil que Titania parecesse "muito falsa em todos os sentidos", então ela usava uma bunda acolchoada para replicar o aumento das nádegas e fez sua própria maquiagem para fazer parecer que Titania fez uma cirurgia plástica "delineando meus lábios e esculpindo meus lábios nariz e exagerando nas maçãs do rosto". O traje do Demolidor é semelhante ao vermelho que ele usava nas séries de televisão da Netflix, mas com um esquema de cores atualizado para incluir o capacete amarelo e detalhes do design do quadrinho de estreia do personagem em Daredevil #1. A Marvel Studios tinha intenções claras sobre como seria seu traje para a série. Cox estava animado que She-Hulk estava usando esse traje, também entendendo que os fãs e espectadores ficariam igualmente animados que o personagem pudesse usar esse traje.
Elena Albanese é a designer de produção. Os créditos finais da série estão no estilo de esboços do tribunal e são desenhados por Kagan McLeod, que trabalhou com a Aspect neles.

### Filmagens
As filmagens começaram em 10 de abril de 2021 em Los Angeles, e começaram em 12 de abril no Trilith Studios em Atlanta, Geórgia, com Coiro e Valia dirigindo os episódios da série, e Florian Ballhaus e Doug Chamberlain servindo como diretores de fotografia. A série foi filmada sob os títulos provisórios de Libra e Clover. A série estava inicialmente prevista para começar a ser filmada em 6 de julho de 2020, mas foi adiada para março de 2021, devido à pandemia de COVID-19,
Coiro trabalhou para manter visualmente a comédia da série equilibrada com o escopo cinematográfico esperado do UCM, afirmando: "Nós obviamente estamos explorando temas e estamos explorando o tom e estamos explorando momentos cômicos muito cotidianos, mas ainda precisamos sentir que faz parte do UCM". Roth inicialmente achou difícil retornar ao personagem, mas conseguiu abordar o papel com mais humor depois de assistir e começar a trabalhar ao lado de Ruffalo. Jamil disse que estaria filmando suas cenas até a semana de 15 de agosto, e as filmagens foram encerradas nessa data. Durante as filmagens, Coiro fez parceria com a organização ambiental sem fins lucrativos Habits of Waste e sua campanha "Lights, Camera, Plastic", para evitar a exibição de plásticos de uso único na tela quando possível e substituí-los por itens reutilizáveis e ecológicos.

### Pós-produção
Os efeitos visuais da série foram criados pela Digital Domain, FuseFX, Soho VFX, Trixter e Wētā FX e Wylie Co. Coiro discutiu o CGI da personagem Mulher-Hulk, acreditando que algumas das reações negativas iniciais a ele no marketing foram porque "ela é tão diferente" de outros personagens em CGI, já que ela não tem a mesma "aspereza, severidade, [ou] volume" igual a personagens como Thanos ou Hulk. Ela acrescentou que a equipe de criação estava focada em obter detalhes nas expressões faciais da Mulher-Hulk e suas "nuances de reação", e creditou Alonso por seu "olho incrível" ao ajudar a projetar a personagem. Além disso, a equipe criativa se concentrou na força sobre a estética, estudando a musculatura e as mulheres atletas em vez de fisiculturistas. Coiro explicou: "Então ela não tem o físico de um fisiculturista, mas ela absolutamente tem um físico muito forte que pode justificar as ações que ela faz no show. Acho que as pessoas esperavam uma fisiculturista e que ela tivesse esses músculos grandes e maciços, mas ela se parece mais com atletas olímpicos".
Gao observou que, apesar de Feige encorajar ela e os roteiristas a mostrarem Mulher-Hulk o máximo possível na série, quando chegou a hora de começar a filmar, foi solicitado que algumas cenas com a Mulher-Hulk fossem alteradas para as com Jennifer. Ela acrescentou que "muitas coisas... tiveram que ser mudadas no último minuto" por causa dessa mudança, e mesmo durante a edição dos episódios, várias cenas foram cortadas com a Mulher-Hulk devido a restrições orçamentárias.

## Trilha sonora
Em julho de 2022, foi revelado que Amie Doherty iria compor a trilha sonora da série. Doherty queria que seu tema principal funcionasse para Jennifer no tribunal e depois pudesse fazer a transição para "este grande mundo de super-heróis" para a Mulher-Hulk. A parte da Mulher-Hulk do tema que Doherty descreveu como "grande e bombástica" e que se encaixaria no "som bem estabelecido" do UCM, e achou a parte de Jennifer mais desafiadora para se encaixar ao lado do som do UCM enquanto ainda era única. Ela assistiu a dramas de advogados como Ally McBeal, The Good Wife e The Good Fight para se inspirar. Doherty queria trazer um som "moderno" para sua trilha ao lado da orquestra, olhando para músicas de Megan Thee Stallion, Billie Eilish e outros artistas no top 40. Os instrumentos de sopro foram intencionalmente deixados de fora da partitura, com Doherty usando sintetizadores para preencher as frequências que eles forneceriam; metais e cordas também foram gravados para a partitura.
A trilha sonora da série será lançada digitalmente pela Marvel Music e pela Hollywood Records em dois volumes: a música dos quatro primeiros episódios foi lançada em 16 de setembro e a música dos últimos cinco episódios será lançada em algum momento após 13 de outubro. O tema principal da série foi lançado como um single homônimo pela Marvel Music Hollywood Records em 18 de agosto.
| She-Hulk: Attorney at Law – Vol. 1 (Episodes 1–4) [Original Soundtrack] |                                      |         |  |
| N.º                                                                     | Título                               | Duração |  |
| 1.                                                                      | "She-Hulk: Attorney at Law"          | 2:27    |  |
| 2.                                                                      | "Practicing for Court"               | 1:05    |  |
| 3.                                                                      | "First Transformation"               | 1:49    |  |
| 4.                                                                      | "Weird Stuff Just Kind of Finds You" | 1:06    |  |
| 5.                                                                      | "What Happened to Me?"               | 4:04    |  |
| 6.                                                                      | "A Normal Amount of Rage"            | 2:19    |  |
| 7.                                                                      | "Under Control"                      | 1:51    |  |
| 8.                                                                      | "Ladies and Gentleman of the Jury"   | 1:30    |  |
| 9.                                                                      | "Family Dinner"                      | 2:18    |  |
| 10.                                                                     | "New Job, Who Dis?"                  | 1:17    |  |
| 11.                                                                     | "Prison Visit"                       | 2:32    |  |
| 12.                                                                     | "Think About It"                     | 1:45    |  |
| 13.                                                                     | "Winning Strategy"                   | 1:06    |  |
| 14.                                                                     | "Thirst Trap"                        | 1:26    |  |
| 15.                                                                     | "News Cycle"                         | 1:10    |  |
| 16.                                                                     | "Impersonating a Judge"              | 1:45    |  |
| 17.                                                                     | "Parole Board Hearing"               | 2:14    |  |
| 18.                                                                     | "Good Deeds"                         | 2:16    |  |
| 19.                                                                     | "Chose to Remain"                    | 1:40    |  |
| 20.                                                                     | "Waiting for the Verdict"            | 1:10    |  |
| 21.                                                                     | "Alleyway Attack"                    | 1:33    |  |
| 22.                                                                     | "Sleight of Hand"                    | 1:58    |  |
| 23.                                                                     | "Spoilers"                           | 1:28    |  |
| 24.                                                                     | "Cease and Desist"                   | 1:42    |  |
| 25.                                                                     | "Drunk Witness"                      | 2:45    |  |
| Duração total:                                                          | Duração total:                       | 52:17   |  |

## Marketing
O primeiro vídeo da série estreou no Disney+ Day em 12 de novembro de 2021. O vídeo termina com Walters dizendo ao público: "Não me deixe com raiva; você não gostaria de mim quando estou com raiva" ao lado de Ruffalo como Banner, que é uma homenagem a um episódio da série de televisão live-action dos anos 1970, The Incredible Hulk, em que Bill Bixby, que interpretou David Banner, diz a fala; Ruffalo estava em uma pose e com figurino semelhantes a Bixby. Feige e Maslany estrearam o trailer da série em 17 de maio de 2022 na apresentação do Disney's upfront. O trailer foi criticado por seu CGI, com muitos fãs online expressando sua decepção. Apesar disso, Charles Pulliam-Moore, do The Verge, chamou-o de "simplesmente sensacional" e destacou o CGI do trailer, acrescentando que "o show claramente será de Jennifer enquanto ela embarca em seu próprio caminho para o heroísmo". Zachariah Kelly, do Gizmodo Australia, sentiu que o trailer "não decepciona em nada", chamando a cena em que She-Hulk carrega "seu ficante do Tinder como um bebê... absolutamente hilário", e gostou de ter mais contexto para os clipes vistos pela primeira vez no vídeo do Disney+ Day. Enquanto isso, Richard Trenholm e Joan E. Solsman, da CNET, descreveram o trailer como "hilário" e escreveram que "vende o tom brincalhão do futuro show". Stephen Lambrechts, do TechRadar, entretanto, opinou que o trailer era fiel às histórias em quadrinhos da personagem, embora reconhecesse as críticas em torno do uso de CGI. O trailer foi visto 78 milhões de vezes nas 24 horas após o lançamento, que foi o segundo maior número de visualizações para um trailer do UCM do Disney+ em um período de 24 horas, atrás apenas do trailer de The Falcon and the Winter Soldier no Super Bowl LV.
Em 23 de julho de 2022, a série foi promovida na San Diego Comic-Con com Coiro, Valia, Gao, Maslany, Gonzaga e Jamil juntamente com o lançamento do segundo trailer. Andrew Webster, do The Verge, sentiu que o trailer tinha "um tom mais alegre do que o primeiro, ... [com] algum drama legal". Edidiong Mboho, do Collider, afirmou que o trailer definiu o "tom cômico misturado com o épico" da série. Jacob Sarkisian, da Digital Spy, achou a quebra da quarta parede da Mulher-Hulk o "recurso atraente do trailer". Da mesma forma, Daniel Chin, do The Ringer, destacou o "tom cômico que é fiel à natureza de quebrar a quarta parede de seu material de origem" do trailer e sentiu que revelava mais sobre o enredo. Um pôster também lançado na Comic-Con apresentava um número de linha direta que tinha uma mensagem pré-gravada de Jennifer descrevendo os serviços que seu escritório de advocacia forneceu a indivíduos superpoderosos. Um episódio da série Marvel Studios: Legends foi lançado em 10 de agosto de 2022, explorando Bruce Banner usando imagens de suas aparições anteriores no UCM. A Disney criou um anúncio no Tinder destinado a representar um perfil de namoro para Jennifer, enquanto um falso comercial para o escritório de advocacia de Jennifer, Goodman, Lieber, Kurtzberg & Holliway foi lançado antes da estreia da série, que Cameron Bonomolo, do ComicBook.com, descreveu como um "anúncio no estilo Better Call Saul".
Um QR code foi incluído no primeiro episódio, ligando os espectadores a um site para acessar quadrinhos digitais gratuitos da Mulher-Hulk, atualizados semanalmente, que foi introduzido pela primeira vez em Moon Knight. Os quadrinhos lançados para os episódios, em ordem, foram Savage She-Hulk #1 e She-Hulk (2004) #1, Savage She-Hulk #2, West Coast Avengers Annual #4, She-Hulk (2004) #10, e West Coast Avengers #46, Tales to Astonish #48, e She-Hulk (2014) #9. O programa de mercadorias "Marvel Must Haves", que revela novos brinquedos, jogos, livros, roupas, decoração de casa e outras mercadorias relacionadas a cada episódio de She-Hulk após o lançamento de um episódio, começou para os episódios em 19 de agosto de 2022.

## Lançamento
She-Hulk: Attorney at Law realizou sua estreia mundial no El Capitan Theatre, em Los Angeles, em 15 de agosto de 2022. A série estreou no Disney+ em 18 de agosto de 2022 e consiste em nove episódios, concluindo em 13 de outubro. Foi originalmente programada para estrear na quarta-feira, 17 de agosto, com lançamentos semanais às quartas-feiras, antes de passar para lançamentos semanais às quintas-feiras. É a última série da Fase Quatro do UCM.

## Recepção
| - 1.ª temporada (2022): Porcentagem de avaliações positivas rastreadas pelo site Rotten Tomatoes | |
|                                                                                                  | Esta página contém um gráfico que utiliza a extensão <graph>. A extensão está temporariamente indisponível e será reativada quando possível. Para mais informações, consulte o ticket T334940. |

O site agregador de resenhas Rotten Tomatoes relatou uma taxa de aprovação de 85%, com uma classificação média de 8,0/10, com base em 599 avaliações. O consenso do crítico do site afirmou: "Se ela está lutando contra bandidos, defendendo um cliente ou gerenciando sua vida social bagunçada, She-Hulk: Attorney at Law passa o padrão para visualização digna de compulsão". O Metacritic, que usa uma média ponderada, atribuiu à série uma pontuação de 67 em 100 com base em 26 críticos, indicando "avaliações geralmente favoráveis".
Os primeiros quatro episódios da série foram avaliados pelos críticos. Daniel Fienberg, do The Hollywood Reporter, chamou esses episódios de "amplos, brilhantes e ansiosos para servir o público com uma piscadela e um empurrãozinho", embora sem "apostas ou um estilo distinto". Ele sentiu que o roteiro da série para personagens anteriormente vistos em situações mais dramáticas, e os easter eggs e participações especiais seriam divisivos com os espectadores. Escrevendo para a Rolling Stone, Alan Sepinwall disse que tentar ser uma série de comédia de meia hora produziu resultados "mistos, mas principalmente positivos", mas acreditava que a série teve mais dificuldade em se distinguir dentro do UCM do que os quadrinhos da personagem, porque o UCM tinha um tom já comparado aos outros quadrinhos sendo publicados em torno das runs de She-Hulk, o que tornou o contraste de seus quadrinhos mais aparente. Ele também observou que o UCM era "drasticamente menos povoado" em relação aos personagens que poderiam ser apresentados, com Slott tendo uma "enorme caixa de brinquedos" de quadrinhos para apresentar uma grande variedade de personagens. Sepinwall disse que o humor de Attorney at Law era "mais suave do que o que você encontra nos filmes do UCM mais abertamente ridículos como Thor: Ragnarok ou Guardians of the Galaxy" e não se tornou consistentemente engraçado até o quarto episódio.
Joelle Monique, do TheWrap, chamou a série de "uma pausa deliciosa da diversão famíliar fofa e da intensa introspecção heróica" das séries anteriores da Marvel Studios do Disney +, elogiando o desempenho de Maslany e observando que foi "incrivelmente gratificante como uma fã de longa data da franquia" assim como aqueles que gostam de séries de televisão legais. Richard Roeper, do Chicago Sun-Times, deu aos episódios 3 de 4 estrelas, elogiando Maslany e acreditando que She-Hulk: Attorney at Law "joga como uma versão do século 21 em um programa de TV dos anos 1980" e se sentiu como "um daqueles 'cameo' todas as semanas, com sequências de luta gratuitas, mas divertidas, espalhadas entre as palhaçadas do tribunal e a comédia secundária". Charles Pulliam-Moore, do The Verge, disse que a série é uma "rotação surpreendentemente refrescante" das série da Marvel Studios do Disney +, que parecia "o precursor de algo novo, mas muito familiar". Arezou Amin, do Collider, deu aos quatro primeiros episódios um "A–", dizendo que eles eram um "passeio delicioso" e esperava que os cinco episódios finais fossem igualmente encantadores.
Caroline Framke, da Variety, disse em sua avaliação que a série era "encantadora o suficiente, pois salta de um hijink para o outro, especialmente nas mãos capazes de Maslany. Mas entre suas obrigações com o Universo Cinematográfico Marvel, um orçamento muito mais limitado do que seus filmes, e as tentativas de infundir a história de Jen com uma energia datada de #girlboss, She-Hulk também representa um ato de equilíbrio instável que precisa de mais tempo do que provavelmente tem para se estabelecer em seu próprio ritmo". Ela também observou que ter Jennifer sendo capaz de ter mais controle sobre a Mulher-Hulk do que Banner com Hulk por causa de suas experiências diárias, uma mulher mantendo suas emoções sob controle era "uma maneira inegavelmente eficaz de tornar a experiência She-Hulk marcada, urgentemente diferente de o de" Hulk. Framke também chamou a abordagem da história para o trabalho e a vida amorosa de Jennifer, e os figurinos da série, "vários passos desatualizados", e desejou uma abordagem mais inovadora para a quebra da quarta parede, que se tornou mais comum na mídia desde que Byrne a apresentou ao personagem nos quadrinhos na década de 1980. Dando à série 2,5 estrelas de 4, Kelly Lawler, do USA Today, disse que She-Hulk: Attorney at Law "tão perto de ser um grande show, mas não se compromete totalmente com nenhum dos três ou quatro shows diferentes que está tentando", desejando que se comprometa melhor com a comédia legal, com mais quebras de quarta parede e os exames de humanos comuns no UCM. Apesar disso, Lawler sentiu que Jennifer era "uma protagonista muito atraente", com elogios também para Maslany, e que a série tinha "um humor bem colocado", acreditando que, se Attorney at Law fosse capaz de "se apoiar em seus pontos fortes, poderia ser uma versão realmente única e divertida" no UCM. Kirsten Howard, do Den of Geek, gostou que as personagens femininas fossem retratadas como "inteligentes, fortes e poderosas", mas, como Framke, acrescentou que era "uma narrativa bastante rotineira" que parecia "datada como o inferno, [e] fala até que ponto o UCM está atrasado com a representação feminina de super-heróis que sente a necessidade de se atualizar de uma maneira tão preguiçosa e clichê". Eles também sentiram que o segundo, terceiro e quarto episódios eram "muito fofos [e] muito banais", criticando a comédia, os elementos processuais e a quebra infrequente da quarta parede que acabou sendo "chocante".
A resposta ao CGI da série foi mista, com alguns críticos sentindo que foi uma melhoria em relação ao que foi apresentado nos trailers, enquanto outros o chamavam de distrair e entrar no vale misterioso. Alguns criticaram, mas acreditavam que não prejudicou a série, com Howard afirmando que alguns CGIs nos episódios posteriores apontavam para "território The Polar Express". Howard também sentiu que teria sido "uma declaração bastante poderosa por si só" ter um modelo totalmente realizado da Mulher-Hulk contra o modelo do Hulk.

## Futuro
Em novembro de 2019, Feige afirmou que depois de introduzir a Mulher-Hulk na série, a personagem fará crossover com os filmes do UCM.